# Santiago Pauli
Santiago Pauli (Argentina; 8 de julio de 1987) es un docente y político argentino. Es Diputado de la Nación Argentina por Tierra del Fuego desde 2023.

## Biografía
Pauli es docente y trabajó en instituciones públicas y privadas en Tierra del Fuego. Es uno de los fundadores del Partido Libertario, luego llamado Republicanos Unidos.
Fue electo Diputado de la Nación por Tierra del Fuego en las elecciones legislativas de 2023, ocupando el primer lugar en la lista La Libertad Avanza.

## Historial electoral
| Año  | Candidatura                                                                     | Partido / Coalición                      | Elección     | votos  | Porcentaje       | Resultado                |
| ---- | ------------------------------------------------------------------------------- | ---------------------------------------- | ------------ | ------ | ---------------- | ------------------------ |
| 2023 | Diputado de la Nación por Tierra del Fuego, Antártida e Islas del Atlántico Sur | Republicanos Unidos / La Libertad Avanza | Legislativas | 30.534 | \| \| 30,46 % \| | Electo (1er lugar lista) |
|      | 30,46 %                                                                         |                                          |              |        |                  |                          |